# 巴里香農

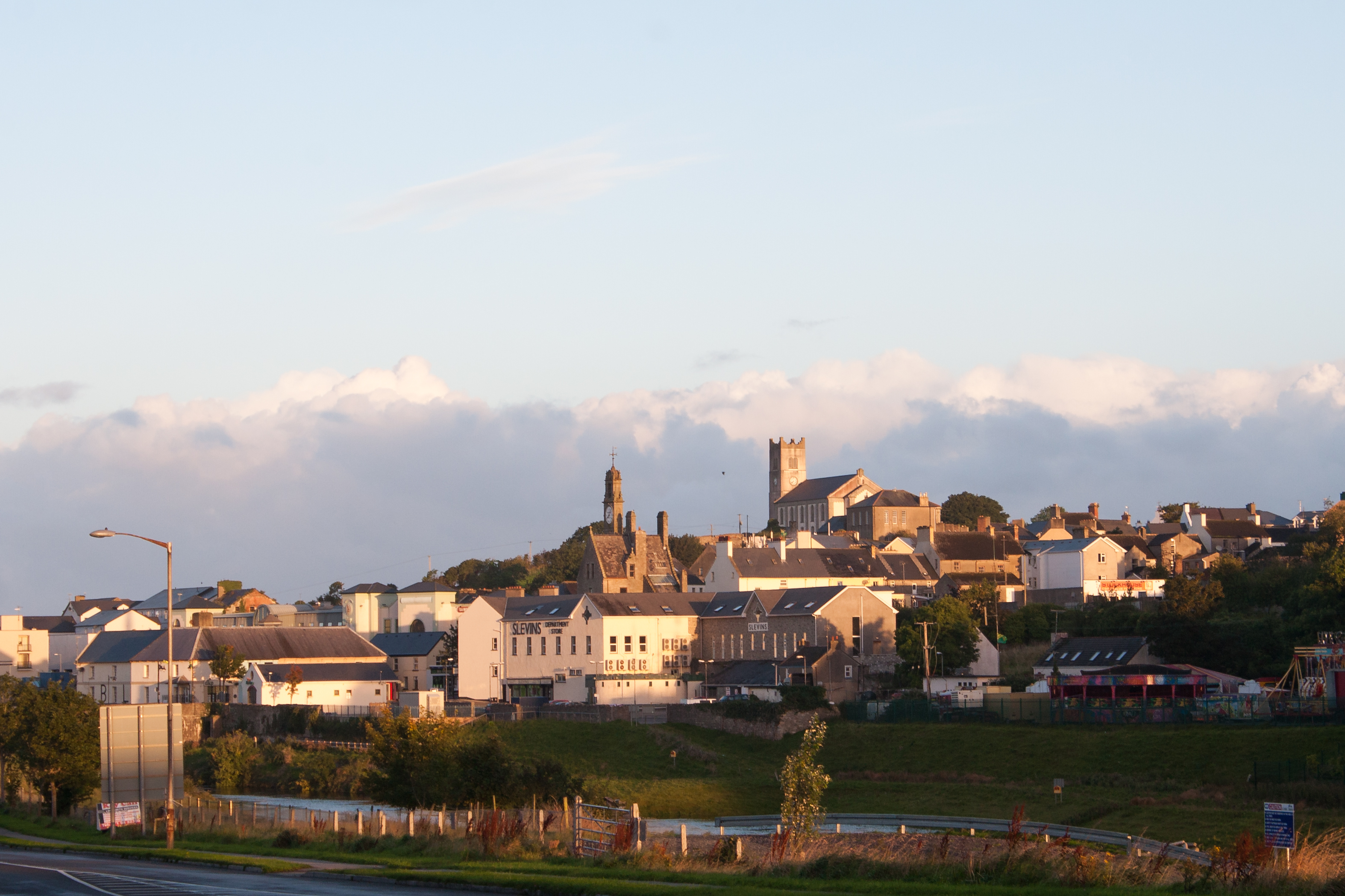
巴里香農

巴里香農（Ballyshannon）是愛爾蘭的一座城鎮，位於多尼戈爾郡的西南端，靠近利特里姆郡的邊界。人口共2,246人。
厄恩河，阿爾斯特省的第二長河，在巴里香農附近注入多尼戈爾灣。